# リタニ川
リタニ川（Nahr al-Litani）は、レバノンのベッカー高原から流れ出し、ティルスの北部で地中海に至る川である。この川はレバノンの国内だけを流れていて、レバノンで1番長い。

## リタニ川とイスラエルによるレバノン侵攻
1972年9月16日、イスラエル軍はミュンヘンオリンピック事件の報復の一環としてレバノン領へ地上侵攻。目標は、レバノン南部を拠点とするアラブ・ゲリラ基地などの拠点であった。イスラエル軍は、ゲリラがリタニ川を越えてレバノン北部へ逃げ込めないよう、川にかかるハルダラ橋、アキヤ橋を空爆により破壊。足止めを掛けた上で攻撃を続けた。